# Lista över kommuner i departementet Deux-Sèvres

Departementet Deux-Sèvres läge i Frankrike.

Detta är en lista över de 305 kommunerna i departementet Deux-Sèvres i Frankrike.
| INSEE-kod | Postnummer | Kommun                               |
| --------- | ---------- | ------------------------------------ |
| 79001     | 79240      | L'Absie                              |
| 79002     | 79200      | Adilly                               |
| 79003     | 79230      | Aiffres (CAN)                        |
| 79004     | 79370      | Aigonnay                             |
| 79005     | 79600      | Airvault                             |
| 79006     | 79190      | Les Alleuds                          |
| 79007     | 79130      | Allonne                              |
| 79008     | 79350      | Amailloux                            |
| 79009     | 79210      | Amuré (CAN)                          |
| 79010     | 79210      | Arçais (CAN)                         |
| 79011     | 79110      | Ardilleux                            |
| 79012     | 79160      | Ardin                                |
| 79013     | 79150      | Argenton-les-Vallées                 |
| 79014     | 79290      | Argenton-l'Église                    |
| 79015     | 79170      | Asnières-en-Poitou                   |
| 79016     | 79600      | Assais-les-Jumeaux                   |
| 79018     | 79110      | Aubigné                              |
| 79019     | 79390      | Aubigny                              |
| 79020     | 79400      | Augé                                 |
| 79022     | 79600      | Availles-Thouarsais                  |
| 79023     | 79800      | Avon                                 |
| 79024     | 79400      | Azay-le-Brûlé                        |
| 79025     | 79130      | Azay-sur-Thouet                      |
| 79027     | 79110      | La Bataille                          |
| 79029     | 79420      | Beaulieu-sous-Parthenay              |
| 79030     | 79370      | Beaussais                            |
| 79031     | 79360      | Beauvoir-sur-Niort                   |
| 79032     | 79160      | Béceleuf                             |
| 79033     | 79360      | Belleville                           |
| 79034     | 79000      | Bessines (CAN)                       |
| 79035     | 79130      | Le Beugnon                           |
| 79038     | 79300      | Boismé                               |
| 79039     | 79360      | Boisserolles                         |
| 79040     | 79310      | La Boissière-en-Gâtine               |
| 79042     | 79800      | Bougon                               |
| 79043     | 79290      | Bouillé-Loretz                       |
| 79044     | 79290      | Bouillé-Saint-Paul                   |
| 79045     | 79110      | Bouin                                |
| 79046     | 79210      | Le Bourdet (CAN)                     |
| 79047     | 79600      | Boussais                             |
| 79049     | 79300      | Bressuire                            |
| 79050     | 79140      | Bretignolles                         |
| 79051     | 79320      | Le Breuil-Bernard                    |
| 79053     | 79150      | Le Breuil-sous-Argenton              |
| 79054     | 79100      | Brie                                 |
| 79055     | 79170      | Brieuil-sur-Chizé                    |
| 79056     | 79290      | Brion-près-Thouet                    |
| 79057     | 79170      | Brioux-sur-Boutonne                  |
| 79058     | 79230      | Brûlain                              |
| 79059     | 79240      | Le Busseau                           |
| 79060     | 79190      | Caunay                               |
| 79061     | 79370      | Celles-sur-Belle                     |
| 79062     | 79140      | Cerizay                              |
| 79063     | 79290      | Cersay                               |
| 79064     | 79500      | Chail                                |
| 79066     | 79220      | Champdeniers-Saint-Denis             |
| 79068     | 79340      | Chantecorps                          |
| 79069     | 79320      | Chanteloup                           |
| 79070     | 79220      | La Chapelle-Bâton                    |
| 79071     | 79200      | La Chapelle-Bertrand                 |
| 79072     | 79300      | La Chapelle-Gaudin                   |
| 79074     | 79190      | La Chapelle-Pouilloux                |
| 79075     | 79240      | La Chapelle-Saint-Étienne            |
| 79076     | 79430      | La Chapelle-Saint-Laurent            |
| 79077     | 79160      | La Chapelle-Thireuil                 |
| 79080     | 79200      | Châtillon-sur-Thouet                 |
| 79081     | 79180      | Chauray (CAN)                        |
| 79083     | 79110      | Chef-Boutonne                        |
| 79084     | 79120      | Chenay                               |
| 79085     | 79170      | Chérigné                             |
| 79086     | 79410      | Cherveux                             |
| 79087     | 79120      | Chey                                 |
| 79088     | 79350      | Chiché                               |
| 79089     | 79600      | Le Chillou                           |
| 79090     | 79170      | Chizé                                |
| 79091     | 79140      | Cirières                             |
| 79092     | 79420      | Clavé                                |
| 79094     | 79350      | Clessé                               |
| 79095     | 79190      | Clussais-la-Pommeraie                |
| 79096     | 79140      | Combrand                             |
| 79098     | 79800      | La Couarde                           |
| 79099     | 79150      | La Coudre                            |
| 79100     | 79510      | Coulon (CAN)                         |
| 79101     | 79160      | Coulonges-sur-l'Autize               |
| 79102     | 79330      | Coulonges-Thouarsais                 |
| 79103     | 79440      | Courlay                              |
| 79104     | 79220      | Cours                                |
| 79105     | 79340      | Coutières                            |
| 79106     | 79110      | Couture-d'Argenson                   |
| 79048     | 79260      | La Crèche                            |
| 79107     | 79110      | Crézières                            |
| 79108     | 79390      | Doux                                 |
| 79109     | 79410      | Échiré (CAN)                         |
| 79111     | 79170      | Ensigné                              |
| 79112     | 79270      | Épannes (CAN)                        |
| 79113     | 79150      | Étusson                              |
| 79114     | 79400      | Exireuil                             |
| 79115     | 79800      | Exoudun                              |
| 79116     | 79350      | Faye-l'Abbesse                       |
| 79117     | 79160      | Faye-sur-Ardin                       |
| 79118     | 79450      | Fénery                               |
| 79119     | 79160      | Fenioux                              |
| 79120     | 79390      | La Ferrière-en-Parthenay             |
| 79121     | 79340      | Fomperron                            |
| 79122     | 79110      | Fontenille-Saint-Martin-d'Entraigues |
| 79123     | 79380      | La Forêt-sur-Sèvre                   |
| 79124     | 79340      | Les Forges                           |
| 79125     | 79230      | Fors                                 |
| 79126     | 79360      | Les Fosses                           |
| 79127     | 79360      | La Foye-Monjault                     |
| 79128     | 79260      | François                             |
| 79129     | 79370      | Fressines                            |
| 79130     | 79270      | Frontenay-Rohan-Rohan (CAN)          |
| 79131     | 79330      | Geay                                 |
| 79132     | 79150      | Genneton                             |
| 79133     | 79220      | Germond-Rouvre                       |
| 79134     | 79330      | Glénay                               |
| 79135     | 79200      | Gourgé                               |
| 79136     | 79110      | Gournay-Loizé                        |
| 79137     | 79360      | Granzay-Gript                        |
| 79139     | 79220      | Les Groseillers                      |
| 79140     | 79110      | Hanc                                 |
| 79141     | 79600      | Irais                                |
| 79142     | 79170      | Juillé                               |
| 79144     | 79230      | Juscorps                             |
| 79145     | 79200      | Lageon                               |
| 79147     | 79240      | Largeasse                            |
| 79148     | 79120      | Lezay                                |
| 79149     | 79390      | Lhoumois                             |
| 79150     | 79190      | Limalonges                           |
| 79152     | 79190      | Lorigné                              |
| 79153     | 79110      | Loubigné                             |
| 79154     | 79110      | Loubillé                             |
| 79156     | 79600      | Louin                                |
| 79157     | 79100      | Louzy                                |
| 79158     | 79170      | Luché-sur-Brioux                     |
| 79159     | 79330      | Luché-Thouarsais                     |
| 79160     | 79170      | Lusseray                             |
| 79161     | 79100      | Luzay                                |
| 79162     | 79460      | Magné (CAN)                          |
| 79163     | 79190      | Mairé-Levescault                     |
| 79164     | 79500      | Maisonnay                            |
| 79165     | 79600      | Maisontiers                          |
| 79166     | 79360      | Marigny                              |
| 79167     | 79600      | Marnes                               |
| 79168     | 79150      | Massais                              |
| 79079     | 79700      | Mauléon                              |
| 79170     | 79210      | Mauzé-sur-le-Mignon (CAN)            |
| 79171     | 79100      | Mauzé-Thouarsais                     |
| 79172     | 79310      | Mazières-en-Gâtine                   |
| 79173     | 79500      | Mazières-sur-Béronne                 |
| 79174     | 79500      | Melle                                |
| 79175     | 79190      | Melleran                             |
| 79176     | 79340      | Ménigoute                            |
| 79177     | 79120      | Messé                                |
| 79178     | 79100      | Missé                                |
| 79179     | 79320      | Moncoutant                           |
| 79180     | 79190      | Montalembert                         |
| 79183     | 79140      | Montravers                           |
| 79184     | 79800      | La Mothe-Saint-Héray                 |
| 79185     | 79370      | Mougon                               |
| 79187     | 79150      | Moutiers-sous-Argenton               |
| 79188     | 79320      | Moutiers-sous-Chantemerle            |
| 79189     | 79400      | Nanteuil                             |
| 79190     | 79130      | Neuvy-Bouin                          |
| 79191     | 79000      | Niort (CAN)                          |
| 79195     | 79250      | Nueil-les-Aubiers                    |
| 79196     | 79100      | Oiron                                |
| 79197     | 79390      | Oroux                                |
| 79198     | 79170      | Paizay-le-Chapt                      |
| 79199     | 79500      | Paizay-le-Tort                       |
| 79200     | 79220      | Pamplie                              |
| 79201     | 79800      | Pamproux                             |
| 79202     | 79200      | Parthenay                            |
| 79203     | 79100      | Pas-de-Jeu                           |
| 79204     | 79170      | Périgné                              |
| 79205     | 79190      | Pers                                 |
| 79207     | 79700      | La Petite-Boissière                  |
| 79208     | 79200      | La Peyratte                          |
| 79209     | 79330      | Pierrefitte                          |
| 79210     | 79140      | Le Pin                               |
| 79211     | 79110      | Pioussay                             |
| 79212     | 79190      | Pliboux                              |
| 79213     | 79200      | Pompaire                             |
| 79214     | 79500      | Pouffonds                            |
| 79215     | 79130      | Pougne-Hérisson                      |
| 79216     | 79230      | Prahecq                              |
| 79217     | 79370      | Prailles                             |
| 79218     | 79390      | Pressigny                            |
| 79219     | 79210      | Priaires (CAN)                       |
| 79220     | 79210      | Prin-Deyrançon (CAN)                 |
| 79078     | 79360      | Prissé-la-Charrière                  |
| 79222     | 79320      | Pugny                                |
| 79223     | 79160      | Puihardy                             |
| 79225     | 79420      | Reffannes                            |
| 79226     | 79130      | Le Retail                            |
| 79229     | 79270      | La Rochénard (CAN)                   |
| 79230     | 79120      | Rom                                  |
| 79231     | 79260      | Romans                               |
| 79235     | 79700      | Saint-Amand-sur-Sèvre                |
| 79236     | 79380      | Saint-André-sur-Sèvre                |
| 79238     | 79300      | Saint-Aubin-du-Plain                 |
| 79239     | 79450      | Saint-Aubin-le-Cloud                 |
| 79241     | 79220      | Saint-Christophe-sur-Roc             |
| 79242     | 79150      | Saint-Clémentin                      |
| 79243     | 79120      | Saint-Coutant                        |
| 79244     | 79100      | Saint-Cyr-la-Lande                   |
| 79240     | 79370      | Sainte-Blandine                      |
| 79246     | 79800      | Sainte-Eanne                         |
| 79250     | 79330      | Sainte-Gemme                         |
| 79283     | 79260      | Sainte-Néomaye                       |
| 79284     | 79220      | Sainte-Ouenne                        |
| 79292     | 79100      | Sainte-Radegonde                     |
| 79297     | 79120      | Sainte-Soline                        |
| 79247     | 79360      | Saint-Étienne-la-Cigogne             |
| 79300     | 79100      | Sainte-Verge                         |
| 79249     | 79410      | Saint-Gelais (CAN)                   |
| 79251     | 79500      | Saint-Génard                         |
| 79252     | 79600      | Saint-Généroux                       |
| 79253     | 79400      | Saint-Georges-de-Noisné              |
| 79254     | 79210      | Saint-Georges-de-Rex (CAN)           |
| 79255     | 79200      | Saint-Germain-de-Longue-Chaume       |
| 79256     | 79340      | Saint-Germier                        |
| 79257     | 79210      | Saint-Hilaire-la-Palud (CAN)         |
| 79258     | 79100      | Saint-Jacques-de-Thouars             |
| 79259     | 79100      | Saint-Jean-de-Thouars                |
| 79260     | 79600      | Saint-Jouin-de-Marnes                |
| 79261     | 79380      | Saint-Jouin-de-Milly                 |
| 79263     | 79160      | Saint-Laurs                          |
| 79264     | 79500      | Saint-Léger-de-la-Martinière         |
| 79265     | 79100      | Saint-Léger-de-Montbrun              |
| 79267     | 79420      | Saint-Lin                            |
| 79268     | 79600      | Saint-Loup-Lamairé                   |
| 79269     | 79160      | Saint-Maixent-de-Beugné              |
| 79270     | 79400      | Saint-Maixent-l'École                |
| 79271     | 79310      | Saint-Marc-la-Lande                  |
| 79273     | 79230      | Saint-Martin-de-Bernegoue            |
| 79274     | 79100      | Saint-Martin-de-Mâcon                |
| 79276     | 79400      | Saint-Martin-de-Saint-Maixent        |
| 79277     | 79290      | Saint-Martin-de-Sanzay               |
| 79278     | 79420      | Saint-Martin-du-Fouilloux            |
| 79279     | 79500      | Saint-Martin-lès-Melle               |
| 79280     | 79150      | Saint-Maurice-la-Fougereuse          |
| 79281     | 79410      | Saint-Maxire (CAN)                   |
| 79282     | 79370      | Saint-Médard                         |
| 79285     | 79310      | Saint-Pardoux                        |
| 79286     | 79240      | Saint-Paul-en-Gâtine                 |
| 79289     | 79700      | Saint-Pierre-des-Échaubrognes        |
| 79290     | 79160      | Saint-Pompain                        |
| 79293     | 79410      | Saint-Rémy (CAN)                     |
| 79294     | 79230      | Saint-Romans-des-Champs              |
| 79295     | 79500      | Saint-Romans-lès-Melle               |
| 79298     | 79270      | Saint-Symphorien                     |
| 79299     | 79330      | Saint-Varent                         |
| 79301     | 79500      | Saint-Vincent-la-Châtre              |
| 79302     | 79400      | Saivres                              |
| 79303     | 79800      | Salles                               |
| 79304     | 79270      | Sansais (CAN)                        |
| 79306     | 79200      | Saurais                              |
| 79307     | 79190      | Sauzé-Vaussais                       |
| 79308     | 79000      | Sciecq (CAN)                         |
| 79309     | 79240      | Scillé                               |
| 79310     | 79170      | Secondigné-sur-Belle                 |
| 79311     | 79130      | Secondigny                           |
| 79312     | 79170      | Séligné                              |
| 79313     | 79120      | Sepvret                              |
| 79314     | 79110      | Sompt                                |
| 79316     | 79800      | Soudan                               |
| 79318     | 79310      | Soutiers                             |
| 79319     | 79800      | Souvigné                             |
| 79320     | 79220      | Surin                                |
| 79321     | 79100      | Taizé                                |
| 79322     | 79200      | Le Tallud                            |
| 79325     | 79600      | Tessonnière                          |
| 79326     | 79390      | Thénezay                             |
| 79327     | 79370      | Thorigné                             |
| 79328     | 79360      | Thorigny-sur-le-Mignon (CAN)         |
| 79329     | 79100      | Thouars                              |
| 79330     | 79110      | Tillou                               |
| 79331     | 79100      | Tourtenay                            |
| 79332     | 79240      | Trayes                               |
| 79333     | 79150      | Ulcot                                |
| 79334     | 79210      | Usseau (CAN)                         |
| 79335     | 79270      | Vallans (CAN)                        |
| 79336     | 79120      | Vançais                              |
| 79337     | 79270      | Le Vanneau-Irleau (CAN)              |
| 79338     | 79120      | Vanzay                               |
| 79339     | 79340      | Vasles                               |
| 79340     | 79420      | Vausseroux                           |
| 79341     | 79420      | Vautebis                             |
| 79342     | 79240      | Vernoux-en-Gâtine                    |
| 79343     | 79170      | Vernoux-sur-Boutonne                 |
| 79345     | 79310      | Verruyes                             |
| 79346     | 79170      | Le Vert                              |
| 79347     | 79200      | Viennay                              |
| 79348     | 79170      | Villefollet                          |
| 79349     | 79110      | Villemain                            |
| 79350     | 79360      | Villiers-en-Bois                     |
| 79351     | 79160      | Villiers-en-Plaine (CAN)             |
| 79352     | 79170      | Villiers-sur-Chizé                   |
| 79353     | 79370      | Vitré                                |
| 79354     | 79310      | Vouhé                                |
| 79355     | 79230      | Vouillé (CAN)                        |
| 79356     | 79150      | Voultegon                            |
| 79357     | 79220      | Xaintray                             |